# Henadzi Aliashchuk
Henadzi Aliashchuk (né le 6 décembre 1975 à Babrouïsk) est un haltérophile biélorusse.

## Carrière
Henadzi Aliashchuk participe aux Jeux olympiques de 2000 à Sydney et remporte la médaille de bronze dans la catégorie des -62 kg.